# Nith Bridge (Thornhill)
Die Nith Bridge ist eine Straßenbrücke nahe der Ortschaft Thornhill in der schottischen Council Area Dumfries and Galloway. 1971 wurde das Bauwerk in die schottischen Denkmallisten in der höchsten Kategorie A aufgenommen.

## Geschichte
Die regionale Kirchenverwaltung hatte bis 1774 rund 680 £ zum Bau der Brücke bei Thornhill gesammelt. Um dieses Jahr wurde auch der Brückenbau aufgenommen. Noch während der Bauphase stürzte der Viadukt 1776 ein. Man begann mit dem Wiederaufbau, welcher 1778 abgeschlossen wurde. Lokale Überlieferung berichten, dass William Murdoch die Brücke entwarf. Ein Gedenkstein mit der Nennung des Steinmetzes William Mason sowie der Jahresangabe 1777 wurde zwischenzeitlich entfernt. 1931 wurde das Bauwerk verstärkt.

## Beschreibung
Der Mauerwerksviadukt aus roten Steinquadern liegt wenige hundert Meter westlich von Thornhill. Er führt die A702 über den Nith. Die Brücke überspannt den Nith in zwei ausgemauerten Segmentbögen. An dem Pfeiler treten pyramidale Kappen heraus. Diese sind bis auf Höhe der wuchtigen Brüstung geführt und setzen sich als Ausweichnischen für Fußgänger fort.